# Bandera de la Comunidad Valenciana
La bandera de la Comunidad Valenciana, también llamada real señera, señera real, señera coronada, señera con azul, señera tricolor o señera valenciana, está descrita en el artículo 4.º del Estatuto de Autonomía de la Comunidad Valenciana y en el artículo 2.º de la ley 8/1984 de la Generalidad Valenciana de 4 de diciembre, por la que se regulan los símbolos de la Comunidad Valenciana y su utilización.
En origen, esta era la bandera de la ciudad de Valencia, existiendo en la actualidad una enorme controversia sobre si lo fue a su vez del reino homónimo,  y desde 1982, después de un largo conflicto identitario, se convirtió en la bandera oficial de la Comunidad Valenciana.
Es, junto al Estandarte del Oriol, la bandera de la ciudad de Orihuela, en la misma Comunidad Valenciana, una bandera con rango de realeza, es decir, que no se inclina ante nada ni nadie, a excepción de Dios. Recibe honores militares con veintiuna salvas a cañonazos y, cuando es bajada del Ayuntamiento de Valencia el 9 de octubre, lo hace de forma completamente vertical.  Este rango fue otorgado por Pedro el Ceremonioso en el año 1377, tras la resistencia de Valencia al ataque de las tropas de Pedro el Cruel, en la conocida guerra de los Dos Pedros.

## Historia de la bandera de la Comunidad Valenciana

Bandera oficial del Consejo del País Valenciano entre 1979 y 1982

Tras el fin del régimen franquista, el Consejo Preautonómico del País Valenciano, con mayoría socialista y con dirigentes influidos por el nou valencianisme adopta la señera cuatribarrada sin corona, con el emblema de la Generalitat en el centro como bandera oficial del ente preautonómico, izándose en el Palacio de la Generalidad y también en balcón del Ayuntamiento de Valencia junto con la señera coronada, entonces bandera de la ciudad, el 24 de abril de 1979. Durante estos años tendrá lugar una dura e intensa pugna en torno a la bandera, entre los partidarios de la cuatribarrada con el emblema de la Generalidad, que pedían para el territorio la denominación de País Valenciano y los defensores de la coronada y bandera de la ciudad de Valencia hasta ese momento, partidarios de la denominación tradicional de  Reino de Valencia. La reacción de la derecha, partidaria de la señera con franja azul fue violenta, llegando el concejal por la UCD de Valencia, Rafael Orellano a idear la forma de prender fuego a la señera del Consejo Preautonómico del País Valenciano durante los actos institucionales del 9 de octubre de 1979.

Bandera propuesta en el Estatuto de Benicasim en 1981

Finalmente, las negociaciones sobre el Estatuto de Autonomía de la Comunidad Valenciana desembocaron, con el consenso de todos los partidos políticos valencianos participantes a excepción del PCPV, en el Pacto de Benicasim de 1981, entre cuyos acuerdos se incluía la adopción de un nuevo símbolo consensuado, una señera con escudo de la Generalitat sobre la franja azul al asta, como bandera oficial de la comunidad autónoma, con el nombre de País Valenciano.
Posteriormente dicho proyecto de Estatuto fue ampliamente modificado por el Congreso de los Diputados de Madrid en 1982, hasta el punto de romper el consenso político valenciano previo, y se cambió la bandera propuesta por la señera coronada, así como el término de País Valenciano, que fue sustituido por el de Comunidad Valenciana, a propuesta del diputado de UCD Emilio Attard, que años más tarde catalogaría su propia propuesta de manera peyorativa.

Estandarte de la Generalidad Valenciana

## Historia de la señera coronada

### Su significado en la Edad Media
Pedro IV de Aragón, en reconocimiento a la resistencia opuesta por Valencia a Pedro I de Castilla durante la guerra de los Dos Pedros (1356-1365), le concedió a la ciudad de Valencia el derecho a utilizar sobre sus armas la corona real.
Se hace referencia a este privilegio en un documento recogido en la siguiente cita: 

«E es cert quel senyal per los molts alts Reys darago atorgat e confermat a la dita Ciutat era e es lur propri senyal Reyal de bastons o barres grogues e vermelles. [...] [L]o molt alt senyor Rey ara Regnant per son propri motiu e sa mera liberalitat tenint se aixi com fon sa merce per molt servit de la dita Ciutat senyaladament en la guerra de Castella prop passada specialment en los dos Setges e pus principalment en lo segon e derrer daquells tenguts sobre aquella per el Rey de Castella enadi la dita corona al dit senyal»
Manual de Consells de 1377 (Archivo Histórico Municipal de Valencia, años 1375-1383, n. 17, sig. A)

«Y es cierto que la señal por los muy altos Reyes de Aragón otorgada y confirmada a la dicha Ciudad era y es su propia señal Real de bastones o barras amarillas y rojas. [...] El muy alto señor Rey ahora reinante por su propia iniciativa y su mera generosidad considerando así Su Merced cómo fue bien servido por la dicha ciudad señaladamente en la reciente guerra de Castilla, especialmente en los dos asedios y más principalmente en el segundo y último de aquellos realizados sobre ella [Valencia] por el Rey de Castilla añadió la dicha corona a la dicha señal»

Así, por tanto, se trataría inicialmente de una enseña heráldica que fue evolucionando hasta adoptar la forma de una bandera, con una corona sobre las barras de los reyes de la Corona de Aragón.

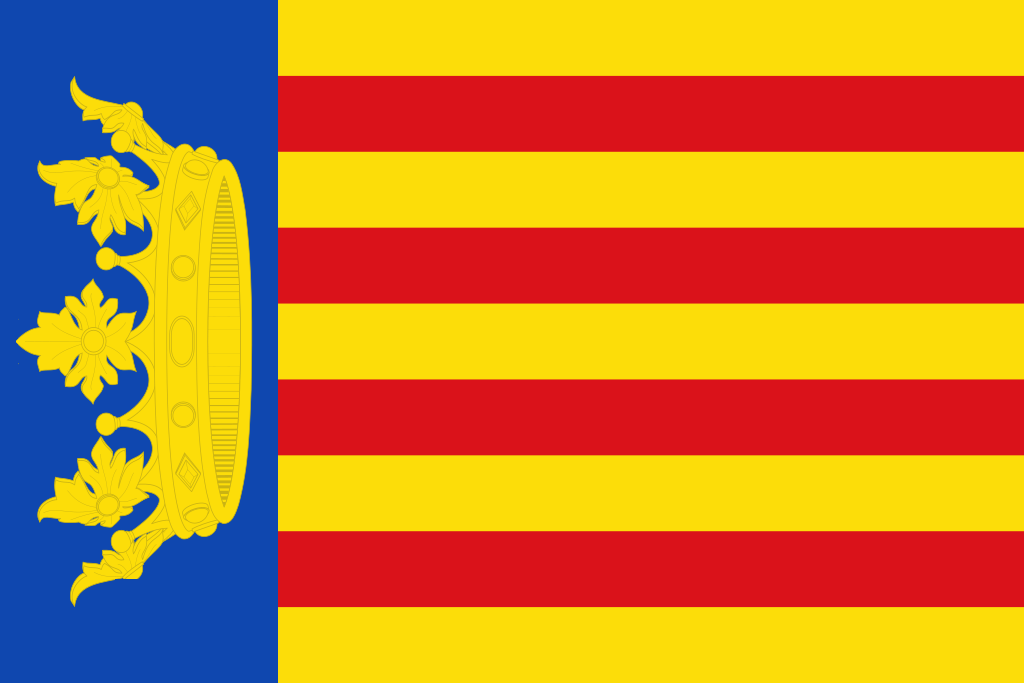
Señera histórica de la ciudad de Valencia que aparece en los portulanos del -

La existencia de dicha corona queda demostrada desde el siglo XV gracias a la gran cantidad de portulanos en los que se mostraba, bien como una bandera adicional sobre azul (Vallseca 1439), bien conjuntamente con las barras dentro de una franja azul junto al asta (Roselli 1466, anónimo de 1473), o bien coronando la bandera en vertical (Joan Martínez 1540), trazando sus respectivos mástiles sobre la Ciudad de Valencia.
La primera representación conocida de una señera coronada en un portulano parece haber tenido lugar en una fecha tan temprana como 1410 (aprox.), en un portulano anónimo custodiado en la Biblioteca Nacional de Francia, París.
El 31 de mayo de 1449, el Consejo municipal dispone que, ante el deterioro de la antigua señera (el Pendón de la Conquista supuestamente entregado por Jaime I a la Ciudad de Valencia, que pasará a custodia monástica hasta 1838), esta se substituya por una nueva señera similar pero con corona: 

«[...] attenets que la bandera d'or e flama, fos squiurada e gastada, per tal proveiren ne fos feta una nova consemblant de aquella, empero ab Corona»
 Manual de Consells, Archivo Histórico Municipal de Valencia, A-34, fol CC, años 1447-50

La existencia de una franja azul junto al asta habría quedado reflejada en el memorial de gastos escrito por el Maestre racional para la confección de la señera en los años 1503, 1545 y 1596, en el que se menciona el uso de «tella d'or ample pera la corona de la dita bandera ab tafatà de grana i blau» (1545) o bien «tafatà de mantós blau pera la asta i corona de dita bandera i setí carmesí i mig palm de setí vert pera la pedrería de la corona» (1596), aunque esta tela azul también podría haber sido usada para la capa del yelmo que se refleja en el escudo de Pedro el Ceremonioso, igualmente azul, y que se colocaba en el extremo del asta.
Sea como sea, no hay unanimidad entre los historiadores sobre este último punto: Manuel Sanchis Guarner considerará que el color original de la franja con la corona es desconocido y que derivó en azul hacia 1850, e incluso algunos autores, como Pere M. Orts, llegan al extremo de afirmar que tanto la corona como la franja azul serían el resultado de una modificación de mediados del siglo XIX (con anterioridad, la corona no habría sido bordada sobre la señera, sino que se habría limitado a la pieza metálica, con el drac-alat o el murciélago encima, que actualmente se muestra en el extremo del asta de la actual Real Señera que se conserva en el Archivo Histórico Municipal de Valencia).
En aquella época no existían banderas como símbolos territoriales, sino enseñas heráldicas de reyes, nobles, y villas. Así, la bandera de la Ciudad de Valencia reflejaría su escudo, ya con la concesión honorífica de Pedro el Ceremonioso de la corona. Durante la época medieval, los súbditos de las villas de patrimonio real, seguían tras la señera real, es decir, los cuatro palos de gules, símbolo del rey; los de señoríos seguían la enseña de la cruz de San Jorge, símbolo de la armada de la nobleza; y los de la Ciudad de Valencia tenían el privilegio y honor de seguir su propia bandera, probablemente la única privativa que existía entonces, que se izaba sobre las Torres de Serranos. El honor era tal que posteriormente se le asignó a la señera coronada una unidad militar específica para su escolta y protección, los caballeros del Centenar de la Ploma.
Un sector de la historiografía enfatiza la total ausencia de la Señera Coronada en las pinturas del Palacio de la Generalitat (de alrededor de 1590), en las que todas las señeras aparecen sin la corona, como una de las pruebas de que la bandera del antiguo Reino de Valencia era la misma del Rey, y no la de la Ciudad.

### SigloXIX

Señera coronada de finales del e inicios del. Este ejemplar, utilizado durante las procesiones del Corpus, mostraba la corona al estilo heráldico. Algunas ilustraciones la muestran junto a las dos eles y el murciélago propios de la ciudad de Valencia

Muy posteriormente, durante el siglo XIX, coincidiendo con el auge económico de la ciudad de Valencia y su área de influencia, la histórica "región de la naranja" (desde Burriana hasta Denia), la señera coronada se populariza en dicha área, hasta que poco antes del siglo XX, el valencianismo político la reivindicó como símbolo del País Valenciano, no sólo de la ciudad de Valencia. No obstante, fuera de la "región de la naranja" se seguía considerando como símbolo del País Valenciano el único que se conocía históricamente, que es la del Reino de Valencia y, por tanto, la señera real, sin corona ni franja al asta, pero dicho símbolo territorial ya fue adoptado previamente por Cataluña durante la Segunda República.

### Guerra civil y franquismo
Durante la Guerra Civil la señera tricolor se popularizó en la propaganda militar del bando republicano, y fue izada en Ibiza, que fue tomada por republicanos valencianos durante el desembarco de Mallorca. Tras el fin del conflicto, en el desfile de la victoria del bando sublevado, en Madrid el año 1939, se exhibían ambas señeras como trofeos de guerra, juntamente con otros símbolos como la ikurriña. Durante la dictadura de Franco, el uso de ambos símbolos fue muy tutelado, de manera que se utilizaban de forma muy restringida como residuos folclóricos, y las autoridades franquistas se aseguraban, por ejemplo, que no se utilizaran durante los preparativos de las Fallas de Valencia, amenazando a los miembros de la Junta Central Fallera con un día de prisión por cada "bandera secesionista" que se mostrara en los balcones en las calles de la ciudad.
Al final de la dictadura, en los años 60, con el resurgimiento del valencianismo político, a pesar de su rupturismo con todos los símbolos y planteamientos del valencianismo de preguerra, el académico valencianista Manuel Sanchis Guarner convenció a las autoridades franquistas para que la señera coronada dejara de ser prohibida, y se adoptara legalmente como bandera de la Ciudad de Valencia. Además, esta vez el nou valencianisme influye en las tres provincias, no solo en la «región de la naranja», hecho que influyó en la adopción de la señera real, la cuatribarrada sin franja azul ni corona, como símbolo de lo que un sector de la población denominará País Valenciano, ya que era conocida por todos los valencianos, mientras que la señera coronada aún era conocida solo por una parte.

## La bandera de la Comunidad Valenciana en la actualidad

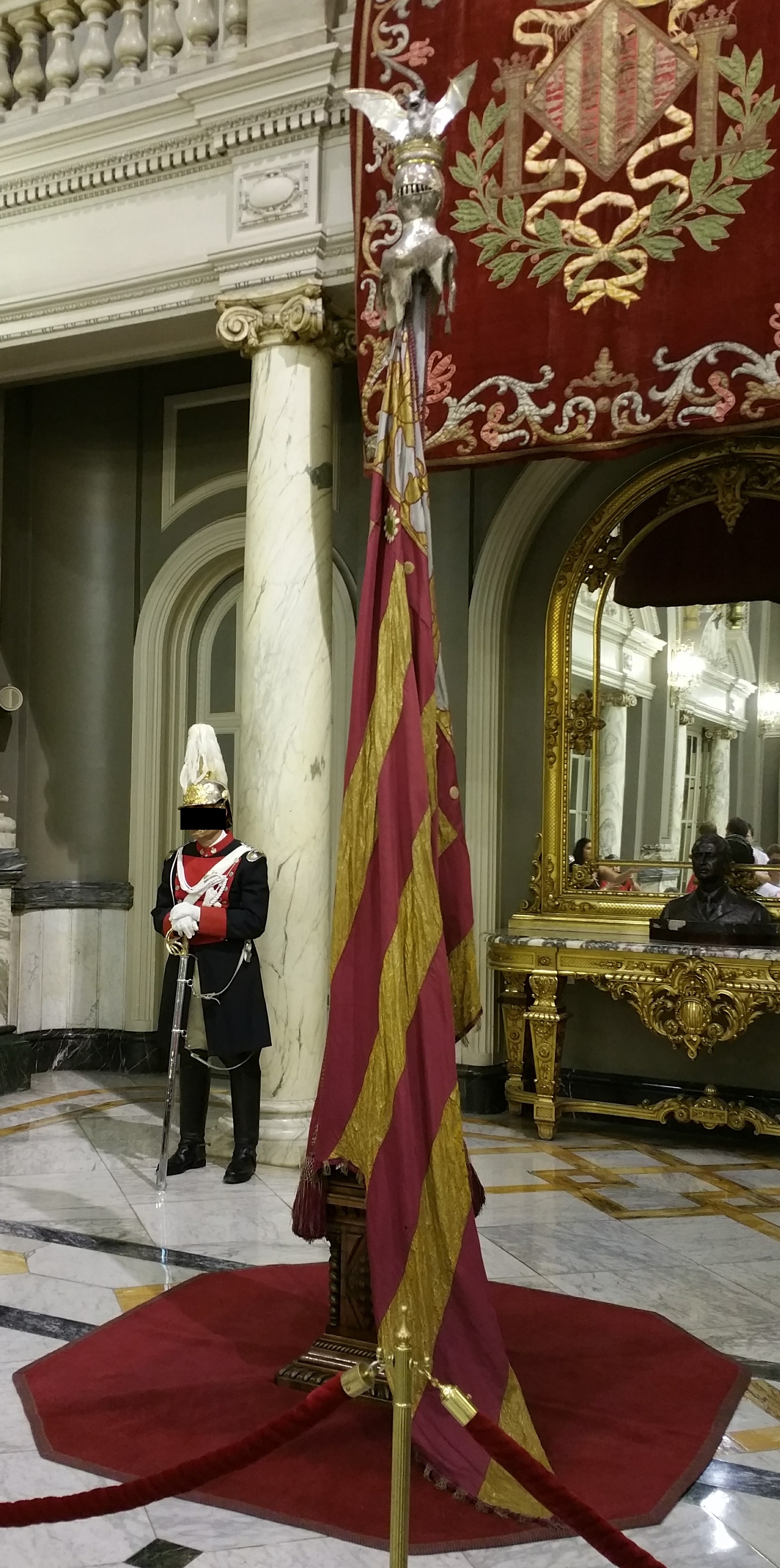
Real señera de la Comunidad Valenciana

Actualmente, la señera coronada genera cierto rechazo entre ciertos partidos de izquierda nacionalista-pancatalanista (Esquerra Republicana del País Valencià, Candidatura de Unidad Popular) y en otros partidos de izquierda (EUPV, Els Verds, Iniciativa del Poble Valencià), que la identifican únicamente como bandera de la ciudad de Valencia. Otros sectores acabaron aceptando la bandera con la franja azul como simbólo autonómico, caso del antiguo Bloc Nacionalista Valencià que la asumió como propia en su V congreso el 2008. Por otro lado, desde sectores del pancatalanismo, se ha atacado a partidarios de la señera coronada cómo símbolo autonómico, acusándolos de falsarios y ultraderechistas.
A principios de 2006 el Congreso de los Diputados empezó a tramitar el nuevo Estatuto de Autonomía de la Comunidad Valenciana, consensuado por los dos partidos mayoritarios, PP y PSOE. Este nuevo Estatuto fue aprobado en abril de 2006 por el Parlamento Valenciano por una mayoría de 84 votos a favor y 5 en contra. En él se establece como bandera, al igual que en el anterior, la bandera autonómica actual, en los mismos términos que lo hacía el anterior.

## Diseño
La Señera valenciana o Señera coronada, queda establecida de la siguiente manera: «La Bandera de la Comunidad Valenciana es la tradicional "Señera" compuesta por cuatro barras rojas sobre fondo amarillo, coronadas sobre franja azul junto al asta.»
La bandera no tiene fijadas unas proporciones oficiales, pero se utilizan de facto dos formas, de 1:2 y 2:3. Se considera que la primera forma es la tradicional, utilizándose sobre todo en edificios de gran simbolismo histórico y en cotas altas, lo que hace que este tamaño sea el de más solemnidad. El uso del segundo tamaño, en cambio, está más extendido debido a que el tamaño de la bandera de la Comunidad Valenciana no podrá ser mayor que el de la de España, ni inferior al de otras entidades cuando ondeen juntas.

### Versión simplificada
La versión simplificada de la señera valenciana surge al eliminar de esta los elementos heráldicos añadidos, en este caso, la corona. Su uso es común en formularios, carteles, indicadores, y demás representaciones visuales que hagan complicado mostrar la señera en toda su complejidad lineal. Se representa sin franja roja vertical, debido a que esta forma parte también de la corona.

## Señeras históricas

Pendón de la Conquista, entregado al rey Jaime I en Valencia
Señera de la Ciudad de Valencia
Señera preautonómica
Señera del País Valenciano, según la propuesta inicial del Estatuto de Benicasim

## Señeras históricas o reivindicativas

Estrelada valenciana, primera bandera utilizada por el nacionalismo valenciano
Otra versión de la Estrelada valenciana
Estrelada de Esquerra Valenciana, durante la Segunda República española